# 淩昇 (成化進士)
淩昇（1429年—？年），字鵬舉，四川都司成都後衛軍籍，治《詩經》。

## 生平
十一月二十二日生，行三，由國子生中式四川鄉試第五十七名舉人，會試中式第二百二十四名。年四十四歲中式成化八年壬辰科第三甲第七十八名進士。

## 家族
曾祖淩福；祖淩旺；父淩政；母唐氏。具慶下，妻苟氏，兄昹；昱，弟杲。